# Rheinsteinpark
Der Rheinsteinpark ist eine Grünanlage im Berliner Ortsteil Karlshorst (Bezirk Lichtenberg). Er ist nach der Burg Rheinstein in Rheinland-Pfalz benannt und leitet seinen Namen von der angrenzenden Straße ab.

## Geschichte
Der Park entstand 1946/47, als nach dem Zweiten Weltkrieg die Sowjetische Militäradministration in Deutschland (SMAD) in Karlshorst ihren Sitz hatte. Er lag im damaligen Sperrgebiet und war für die deutsche Bevölkerung nicht zugänglich. Es gab eine Freilichtbühne (Sommertheater Königswinterstraße), eine Tanzfläche, Verkaufsbuden und einen Kinderspielplatz. Nach der Übernahme durch die Ost-Berliner Verwaltung im Jahr 1963 wurde die Anlage instand gesetzt, neu gestaltet und 1967 der Bevölkerung übergeben. Hier fanden in der DDR-Zeit Volksfeste, Konzerte, Chorwettbewerbe und gemeinsame Kulturveranstaltungen mit sowjetischen Ensembles statt. Aus Anlass des 25-jährigen Bestehens der DDR wurde der Park 1974 erneut umgestaltet und durch einen Rosengarten und eine Kleinsportanlage für Minigolf, Federball, Schach und Tischtennis ergänzt.
1976 bis 1992 hieß die Anlage Fritz-Schmenkel-Park, benannt nach einem Widerstandskämpfer gegen den Nationalsozialismus. Auf der großen Wiese am Nordeingang wurde 1976 die Skulptur Die Knieende von Karl Trumpf aufgestellt, die bis dahin am südlichen Vorplatz des S-Bahnhofs Karlshorst gestanden hatte und dort dem Denkmal für Hermann Duncker weichen musste. Als 1989 ihre Sanierung erforderlich war, wurde sie durch die Große Laufende von Jürgen Pansow ersetzt. Der Springbrunnen aus der Entstehungszeit wurde 1999 stillgelegt, zugeschüttet und mit Blumen bepflanzt.

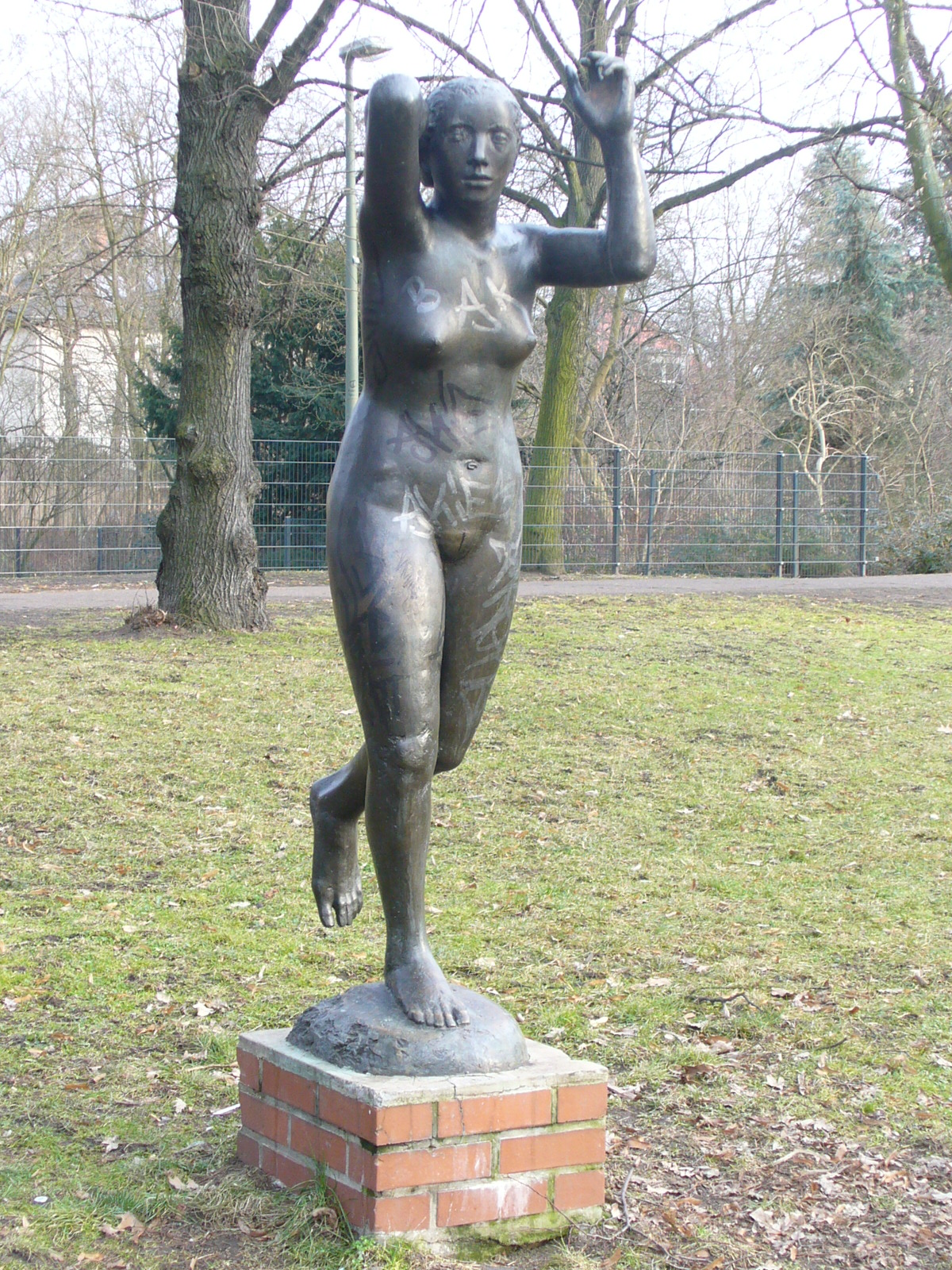
Skulptur
Große Laufende

Das zuständige Bezirksamt ließ von Oktober bis November 2012 für rund 50.000 Euro die Wege in der Grünanlage sanieren. Im Herbst 2016 wurden die Wege und Bepflanzungen wiederum erneuert.

## Kurzbeschreibung
Im Park wachsen Ahorn, Akazien, Birken, Eichen, Kastanien und Robinien.
Im östlichen Bereich bietet der Park zwei Spielplätze, davon einer in kommunalem, einer in privatem Eigentum. Der Spielplatz im Verantwortungsbereich des Bezirks wurde unter Berücksichtigung von Kinderwünschen einer nahe gelegenen Kita Ende 2015/Anfang 2016 umgestaltet. Sie hatten ihre Vorstellungen zur Neugestaltung des Spielplatzes in einer großen Bastelaktion als planerische Vorleistung für den Kleinkinderbereich eingebracht.
Am Südausgang des Parks erinnert seit 2020 eine Stele an die Malerin Ruth Baumgarte, die dort in der Rheingoldstraße 32 wohnte.
Der Park unterbricht zwischen Rheinstein- und Andernacher Straße den Verlauf der Rheingoldstraße.